# Petrus Conradi

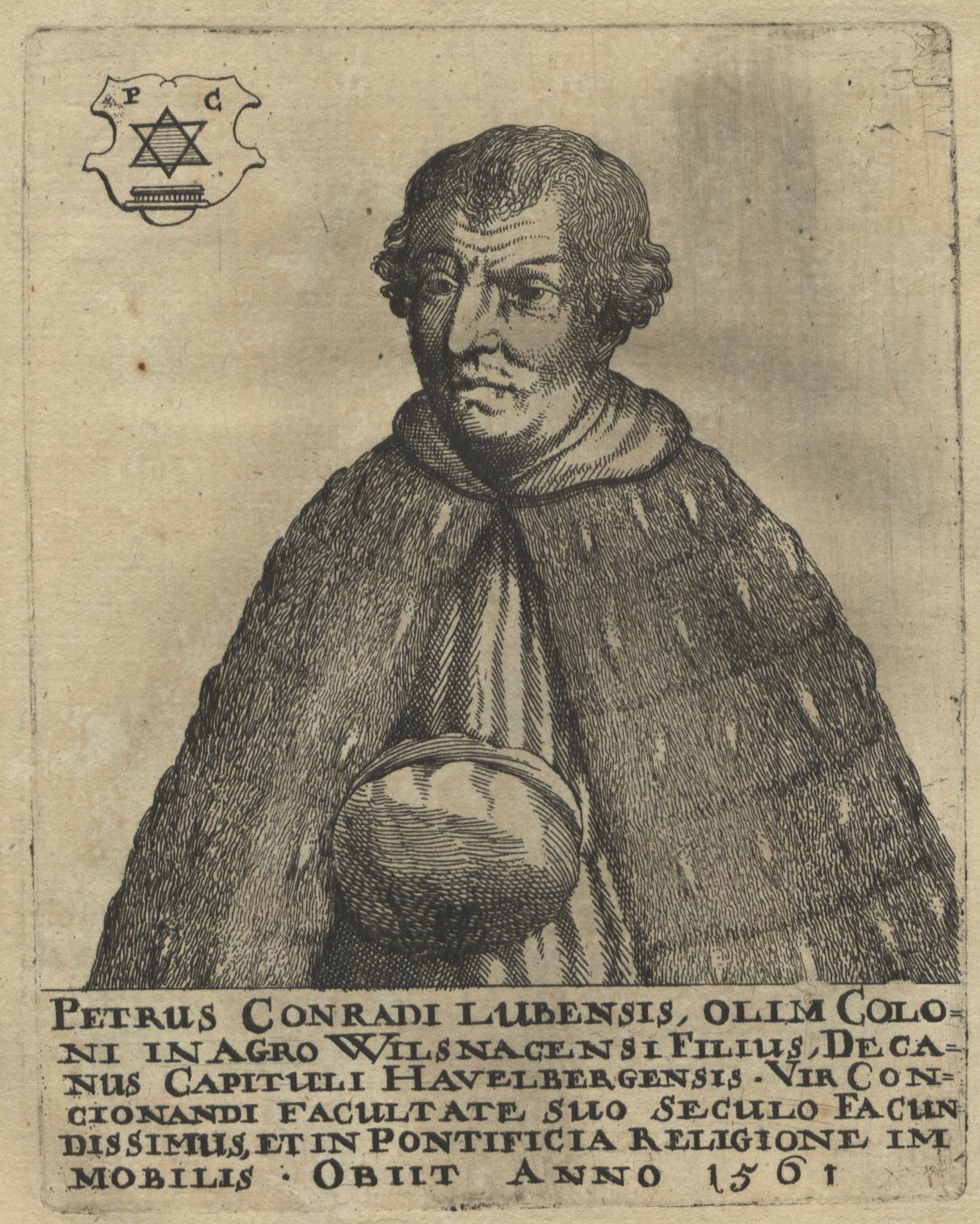
Petrus Conradi in Martin Friedrich Seidels Bilder-Sammlung von 1671

Petrus Conradi (latinisiert aus Köne, auch Peter Cords, Peter Conradi, Peter Konrad), (* ca. 1478 in Groß Lüben bei Wilsnack; † 14. März 1561 in Havelberg) war ein deutscher Theologe und Domdechant am Havelberger Dom.

## Porträt

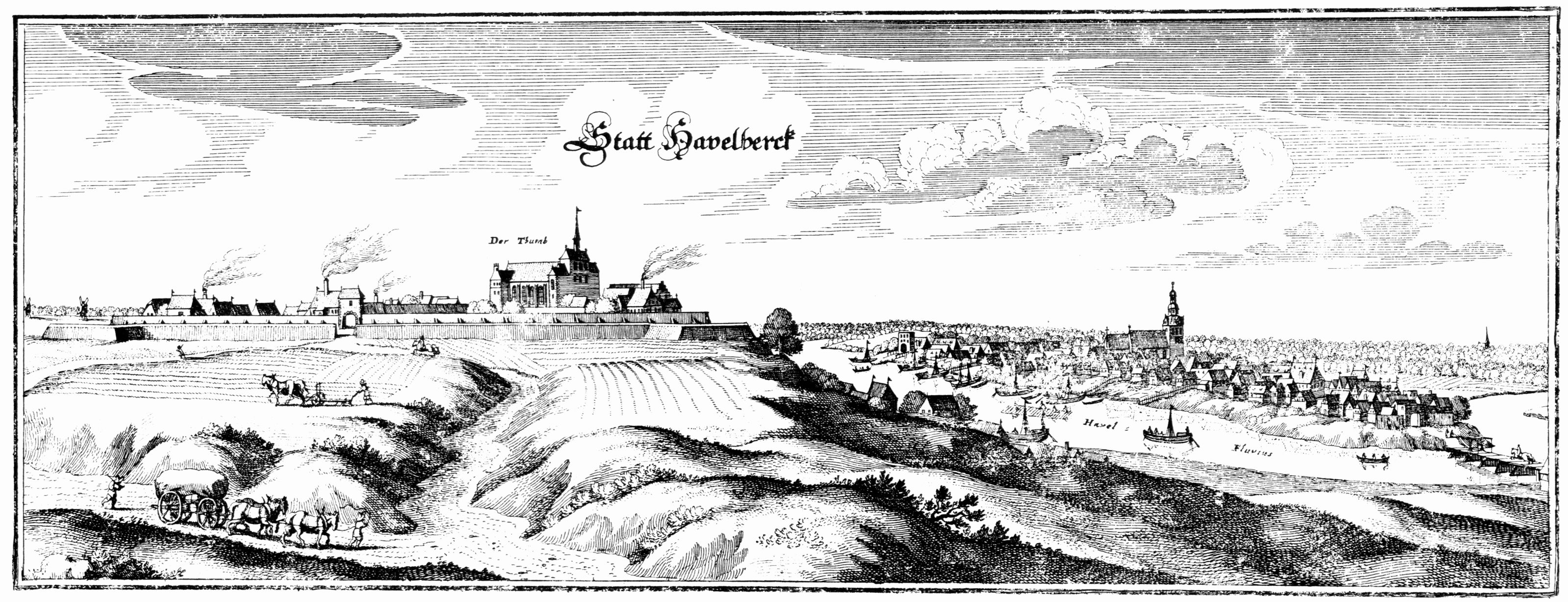
Havelberg um 1650

Von Conradi ist ein anonymer Kupferstich in Martin Friedrich Seidels Bilder-Sammlung erhalten.
Es zeigt das Brustbild von Conradi in Hermelinmantel mit abgenommener Kopfbedeckung. Links oben befindet sich ein Wappen mit den Initialen des Dargestellten, darunter ein Davidsstern über einem Altar. Die Abbildung trägt die Inschrift:
Petrus Conradi Lubensis, olim Coloni in agro Wilsnacensi filius, decanus capituli Havelbergensis vir concionandi facultate suo seculo facundissimus, et in pontificia religione immobilis. Obiit anno 1561.
„Petrus Conradi aus Lüben, Sohn eines damaligen Landwirts in der Feldmark von Wilsnack, Dekan des Domkapitels von Havelberg, ein in der Begabung zu predigen in seinem Jahrhundert äußerst gewandter Mann und in der päpstlichen Religion unerschütterlich. Er starb im Jahr 1561.“

## Biographie
Es wurde als Sohn des Bauern Jakob Köne, der später auf dem Langenberg im havelbergischen Stiftsgebiet wohnte, geboren. Der Sitte seiner Zeit gemäß latinisierte er seinen Namen in „Conradi“. Er studierte in Leipzig Rechtswissenschaft und Theologie und beendete das Studium mit dem Magister der Philosophie. Nach der Priesterweihe wurde er 1510 Pfarrer im Dorf Chemnitz bei Alt Krüssow in der Prignitz. 1516 war er als Notar in der Kanzlei des Bischofs von Brandenburg Hieronymus Schulz (1460–1522) tätig.
Schulz nahm Conradi mit sich nach Havelberg, als er entgegen einer vom Domkapitel getätigten anderen Wahl auf Veranlassung des Kurfürsten Joachim I. im Jahre 1521 Bischof von Havelberg wurde. Seit dem 14. Januar 1522 war Conradi Mitglied des Domkapitels von Havelberg. Als Kanoniker und Offizial von Havelberg wird er 1528 bezeichnet.
Nach dem Tode von Schulz wurde Busso von Alvensleben (1488–1548) der letzte katholische Bischof von Havelberg. Dieser ernannte ihn zu seinem Generaloffizial und Vikarius (Stellvertreter) und schätzte ihn wegen seiner Geschäftskenntnis und seines Widerwillens gegen die lutherische Reformation. Als tatkräftiger Vorkämpfer für die Sache des alten Glaubens in der Zeit der reformatorischen Bewegung galt er als der Exponent der katholischen Reaktion innerhalb der Havelberger Diözese.
Große Verdienste erwarb er sich um die Reorganisation des bischöflichen Kanzleiwesens. Kurfürst Joachim I. schätzte sein diplomatisches Geschick und bediente sich seines Rates.
Er war Inhaber zahlreicher gut dotierter Pfründen, wie der Propstei in Pritzwalk, der Pfarren Kemnitz (Dorf bei Pritzwalk) und Krüssow, der Altäre Johannis (des Evangelisten) in der Laurentiuskirche zu Havelberg, Thomae corpus 1 und 2 in der Nicolaikirche zu Kyritz, Andreae und Jacobi in der Nicolaikirche zu Pritzwalk, Nicolai in der Pfarrkirche zu Freyenstein, Exulium (Armenaltar) der Marienkirche Neuruppin.

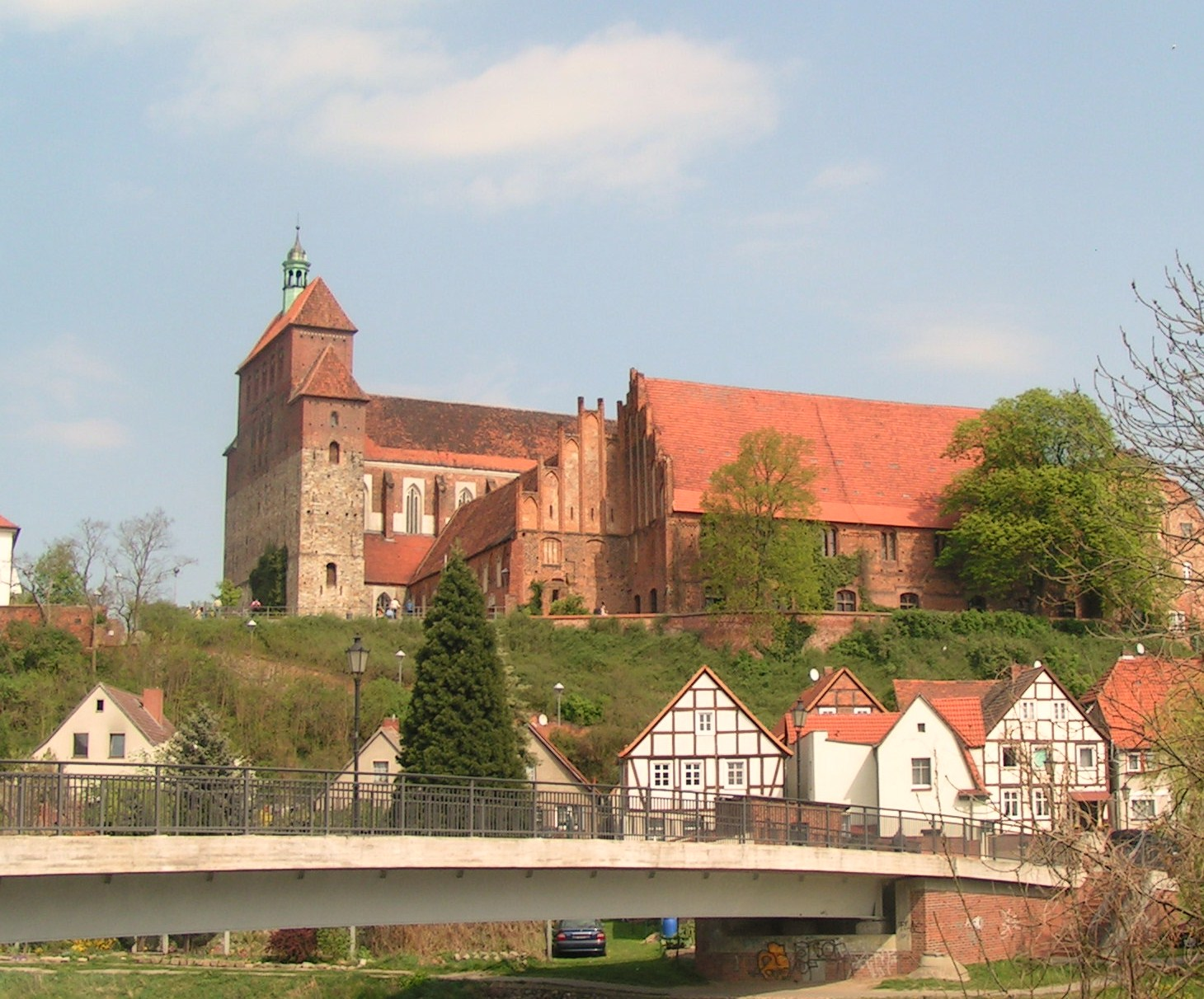
Havelberger Dom aus Richtung Altstadt

## Katholische Reaktion in Havelberg
Der Kurfürst von Brandenburg Joachim II. hatte im Kurfürstentum Brandenburg im Jahr 1539 die Reformation eingeführt. Mit der Wahl von Conradi zum Dechanten durch das altgläubige Domkapitel im Jahr 1547 begann die katholische Reaktion in den Gebieten, die der Herrschaft des Domkapitels unterstanden. Die streng katholische Fraktion der Domherren, die 1547 noch durch die päpstliche Bestellung eines Vetters von Conradi, Joachim Tidke, verstärkt wurde, beherrschte die kirchliche Richtung, die der Dechant Conradi bestimmte.
Nachdem Busso von Alvensleben 1548 gestorben war, beabsichtigte der Kurfürst, seinen Sohn Friedrich (1530–1552) zum Bischof wählen zu lassen, der für den geistlichen Stand bestimmt war und schon einige Weihen empfangen hatte. Er beauftragte über seinen Kanzler Johann Weinleb den Hauptmann von Ruppin, Kurt von Rohr, seine Interessen bei der Wahl des Nachfolgers durchzusetzen. Sein Sohn wurde auch gewählt, musste aber am 30. September 1548 in Berlin in Gegenwart des Dechanten Conradi und einiger Domherren dem Luthertum entsagen und sich gegenüber dem Heiligen Stuhl zum Gehorsam verpflichten. Conradi schrieb das Protokoll nieder.
Da die päpstliche Bestätigung der Bischofsernennung sich hinzog und Friedrich 1551 auch zum Erzbischof von Magdeburg gewählt wurde, lag die Leitung des Bistums Havelberg vollständig in der Hand von Conradi. Im Jahre 1552 ersuchte das Kapitel den zum Erzbischof von Magdeburg ernannten Bischof, auf das Amt in Havelberg zu verzichten. Friedrich starb aus nicht geklärten Gründe im selben Jahr 22-jährig. Der Kurfürst bestimmte den 1546 geborenen ältesten Sohn des Kurprinzen Johann Georg, Joachim Friedrich (1546–1608), zum Nachfolger.
Dessen Vater übernahm als Vormund seines Sohnes die Verwaltung des Stifts.
Im Jahre 1561 starb „endlich“ der 84-jährige Dechant Peter Conradi. Seit 1555 war er noch der einzige katholische Domherr. Das Kapitel erklärte sich gleich nach seinem Tod gegen die Fortdauer des katholischen Kultus. Das Stift bestand bis zur Auflösung im Jahre 1818 als evangelisches Stift weiter.

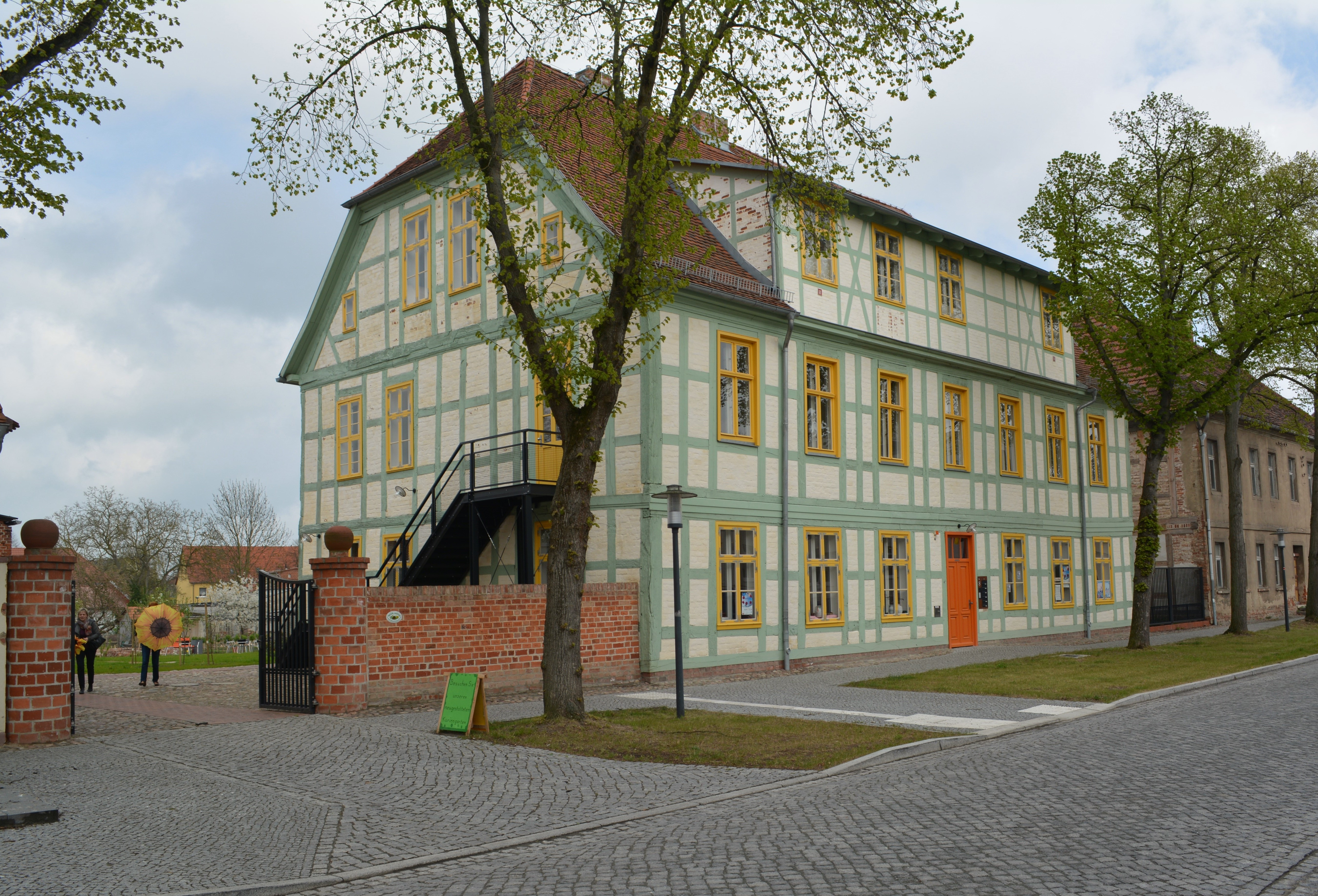
Haus der ehemaligen Domkurie

## Konkubinat
Im Gegensatz zu seinem Bekenntnis zum streng kirchlichen katholischen Glauben stand sein Verhalten zum Zölibat. Zwar war es üblich, dass sich Geistliche, die sich zur lutherischen Lehre bekannten, verheirateten. Dies wurde auch vielfach erwartet, weil dies ein Bekenntnis zur lutherischen Lehre und Abkehr vom bisherigen Glauben darstellte. Conradi hatte mit seiner Dienerin Katharina Hakenbek (Hackenberg) aus Stargard zwei illegitime (nichteheliche) Kinder. Der Hass der evangelisch gesinnten Havelberger Bürgerschaft gegen Conradi machte sich im Oktober 1541 während einer Reise des Domherrn nach Berlin in einem Einbruch in dessen Kurie Luft, wobei von dem Havelberger Rat die Dienerin und Konkubine Conradis gefangen gesetzt und der gesamte Hausrat beschlagnahmt wurde. Conradi verheiratete Katharina mit dem Havelberger Bürger Johann Rogge, dem er eine Mitgift versprach, die er aber nicht auszahlte. Vor der Hochzeit schlossen die Eheleute einen beurkundeten Ehevertrag. Dort heißt es u. a. bezüglich der Kinder wörtlich:

„vnd wo genannte Catharina eher würde sterben, wenn Johann Rogge, das Gott nach seinem Willen verfuge, on Leibes erben, als den sollen Anna und Catharina, Ire beiden Dechter (wer Vater davon gewesen, kan ich nicht sagen) oder Ire Kleider, geschmückte und Silberwerk zuvoraus frei und unbeschwert von Mennglich wegnehmen...“

Auch die Hochzeitsgeschenke vereinnahmte er für sich. Nach einiger Zeit nahm er Katharina wieder zu sich – nach dem Bericht von Samuel Lenz, weil er es nicht gewohnt war, allein zu schlafen. Conradi bedrohte Rogge, der sich vergeblich beim Bischof beschwerte, mit Gefängnis und mit Ehescheidung, über die er als Official entscheiden könne. Der Kurfürst war darüber sehr erbittert, sodass Conradi in Ungnade fiel. Der Bischof Busso hatte dagegen aber nichts auszusetzen und versuchte sogar im Jahre 1542, zwischen dem Kurfürsten und Conradi zu vermitteln. Offensichtlich fand der Bischof, der selbst als Geistlicher dem Zölibat verpflichtet war, nichts Unrechtes an dem Verhalten von Conradi, zumal er selbst zwei natürliche Söhne, Levin und Joachim, hatte.

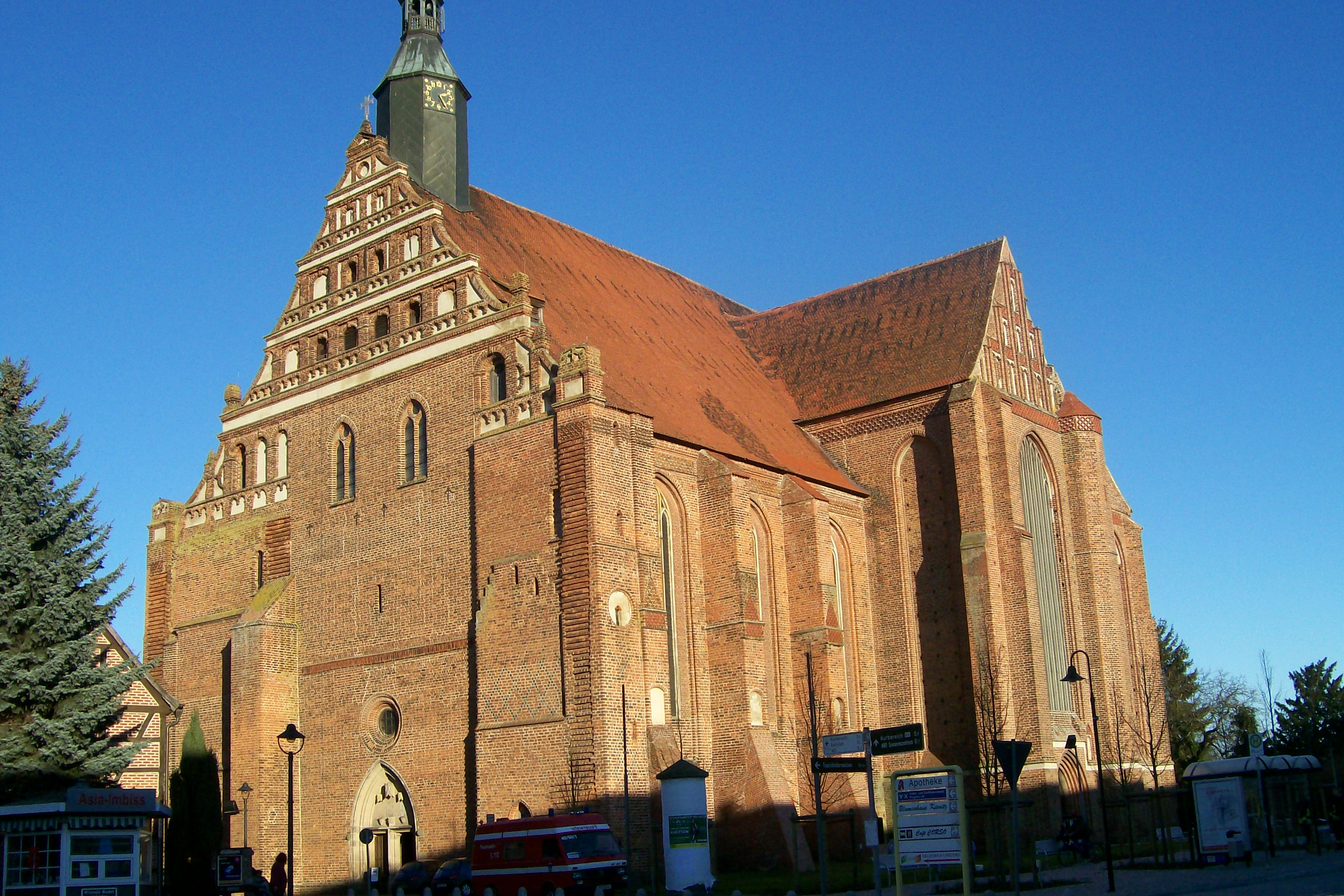
Wunderblutkirche, West- und Südseite

## Zerstörung der Bluthostien in Wilsnack
Die Wunderblutkirche St. Nikolai in Bad Wilsnack in der brandenburgischen Prignitz war bis zur Mitte des 16. Jahrhunderts ein bedeutendes Wallfahrtsziel. Grund hierfür war die „Legende vom Wunderblut“, nach der der ortsansässige Pfarrer nach einem Brand in den Trümmern der Kirche drei unversehrt gebliebene Hostien fand, auf denen sich je ein roter Blutstropfen befand. Die Wunderblutkirche St. Nikolai wurde auf der Asche der verbrannten Kirche errichtet und 1396 fertiggestellt. Im 15. Jahrhundert war Wilsnack ein ähnlich bedeutender Wallfahrtsort wie Santiago de Compostela in Spanien.
Aus den Opfergaben der Pilger erzielte das Domstift zu Havelberg erhebliche Einnahmen.
Joachim Ellefeld war gegen den Willen des Dechanten Petrus Conradi zum Prädikanten in Wilsnack bestellt worden. Er versuchte, der „Abgötterei“ ein Ende zu machen. Conradi dagegen wollte die Bevölkerung der katholischen Religion erhalten. Im Jahr 1552 ging er in die Sakristei der Kirche, nachdem Ellefeld gepredigt hatte, trat im Messgewand mit den Wunderbluthostien vor den Altar und stimmte eine Antiphon an, die von Ellefeld als abergläubisch angesehen wurde.
In der Schilderung von Matthäus Ludecus heißt es wörtlich:

„Vnnd in mittels der Thumdechend zu Hauelberg Her Petrus Conradi der Bäpstischen Lere ganz und gar zugethan / offtmals gegen der Wilsnagk kommen / vnd nach geendter Predigt vnd verrichtung des HErrn Abendmals / das erdichtete Wunderblut mit brennenden Fackeln dem alten gebrauch nach / aus der Capellen offentlich mit sonderlicher Pomp heraus getragen / vnd hiedurch die einfeltigen Leute / in dem Aberglauben und Abgötterey wider Gottes Ordnung von newen Confirmirt vnd bestettigen wollen.“

Am 28. Mai 1562 ging Ellefeld in die Wunderblutkapelle, nahm das Kristallgefäß, in dem sich die „Bluthostien“ („das Blut“) befanden, aus dem Behältnis, zerschlug es und verbrannte das „Blut“ auf einem Kohlenfeuer.
Der Hauptmann zu Plattenburg Caspar Welle berichtete diese Tat dem Domkapitel in Havelberg, das alsbald Ellefeld und Lindenberg auf der Burg Plattenburg für mehrere Monate gefangen setzte.
Mit der Angelegenheit beschäftigten sich der Kurfürst von Brandenburg Joachim II., der Bischof von Magdeburg und Halberstadt Markgraf Friedrich, der letzte katholische Dompropst von Havelberg Johann von Wallwitz († 1557), der auch Domherr zu Magdeburg und Halberstadt war. Von Wallwitz befürwortete die Hinrichtung durch Verbrennen. Von Universitäten und Schöppenstühlen wurden aber Gutachten eingeholt, die sich für Ellefeld einsetzen. Er erhielt auch die Unterstützung von den anderen Ständen und den Predigern. Dem Landeshauptmann in der Prignitz Curt von Rohr wurde daher vom Kurfürsten, der sich nicht persönlich einschalten wollte, befohlen, dem Domkapitel anzudeuten, dass es die Gefangenen aus Gnade freilassen sollte. Dies geschah dann auch. Danach verliert sich die Spur des Ellefeld.

## Testament und Stiftung
Sein auf zahlreichen Lehen gesammeltes Vermögen hinterließ er in einem umfangreichen Testament, auf das in der nachfolgenden Literatursammlung hingewiesen wird, nicht nur den Bedürftigen und katholischen kirchlichen Einrichtungen, sondern auch seiner Lebensgefährtin und den illegitimen Kindern. Ihre Versorgung mag auch der Grund für die Stiftung eines Hospitals für sieben Beginen gewesen sein. Das Fachwerkhaus des gestifteten Hospitals, in dem bis 1894 etwa sieben Beginen lebten, befindet sich in der Nähe des Krugtores (heute An der Freiheit 1) in Havelberg und ist gegenwärtig noch vorhanden, wird aber anderweitig genutzt. Es gehört der seit 1588 bestehenden Dom-Hospital-Stiftung zu Havelberg. Zweck der Stiftung ist die Förderung von Unterbringungs- und Betreuungsangeboten für ältere und pflegebedürftige Menschen, die vorrangig aus dem Bereich der Evangelischen Kirchengemeinde Havelberg stammen.